# Palpares cataractae
Palpares cataractae is een insect uit de familie van de mierenleeuwen (Myrmeleontidae), die tot de orde netvleugeligen (Neuroptera) behoort. 
Palpares cataractae is voor het eerst wetenschappelijk beschreven door Péringuey in 1910.